# Pearsonville (California)
Pearsonville es un lugar designado por el censo ubicado en el condado de Inyo en el estado estadounidense de California. En el año 2000 tenía una población de 27 habitantes y una densidad poblacional de 2.5 personas por km².

## Geografía
Pearsonville se encuentra ubicado en las coordenadas 35°48′N 117°52′O / 35.800, -117.867. Según la Oficina del Censo, la ciudad tiene un área total de 10,9 km² (4,2 mi²), de la cual 10,9 km² (4,2 mi²) es tierra y 0 km² (0 mi²) (0%) es agua.